# Leia paulensis
Leia paulensis är en tvåvingeart som beskrevs av Edwards 1933. Leia paulensis ingår i släktet Leia och familjen svampmyggor. Inga underarter finns listade i Catalogue of Life.